# Dil Tera Aashiq
Dil Tera Aashiq (Hindi दिल तेरा आशिक, dt.: „Das Herz gehört dir Geliebter“) ist ein Bollywood-Film, der in Indien 1993 erschienen ist.

## Handlung
Chaudhary Ranbir Singh (Anupam Kher) zieht die drei Kinder seiner verstorbenen Schwester auf. Er hat nie geheiratet und hatte deshalb immer ein Kindermädchen für die Kinder. Diese tun allerdings alles dafür, das Kindermädchen zu vergraulen. Somit sucht Chaudhary wieder einmal nach einem neuen Kindermädchen für die zwei kleineren. Sie sollte schon älter und erfahren sein. Die junge Sonia (Madhuri Dixit) ist dringend auf den Job angewiesen, da ihre Mutter im Krankenhaus liegt und verkleidet sich als ältere Frau um den Job zu bekommen. Sie gibt sich als Savitri aus und überzeugt Chaudhary. Chaudhary ist sehr von Savitri angetan, wobei Vijay (Salman Khan) der älteste, bereits erwachsene Sohn die junge Sonia kennenlernt und sich in sie verliebt.